# دانشگاه سیستم مریلند
دانشگاه سیستم مریلند (انگلیسی: University System of Maryland) دانشگاه دولتی آمریکایی مستقر در شهر بالتیمور، مریلند می‌باشد.